# Incidentes de junio de 1955 en la Catedral de Buenos Aires
Los Incidentes de junio de 1955 en la Catedral de Buenos Aires ocurrieron el día 11 en que una multitud se reunió frente a esa iglesia mientras en su interior se realizaba la procesión de Corpus Christi en un acto de clara intencionalidad política al que siguió una manifestación hasta el Congreso y el día 12 cuando grupos peronistas de la Alianza Libertadora Nacionalista intentaron quemar dicho templo, frustrándose por la llegada de trescientos militantes de Acción Católica, más algunos miembros de la Unión Nacionalista de Estudiantes Secundarios, democratacristianos y gente sin afiliación a agrupaciones. La convocatoria estuvo orquestada por monseñor Manuel Tato.

## Antecedentes
A partir de los últimos meses de 1954 se produjeron algunos hechos que mostraban un cambio en las relaciones, hasta ese momento aparentemente normales, entre la Iglesia católica y el gobierno peronista y un proceso de deterioro de las mismas que se fue agravando con el tiempo. 
El 10 de noviembre en una reunión de funcionarios, gobernadores, legisladores y sindicalistas convocada en la quinta de Olivos, Perón pronunció un discurso trasmitido por cadena radial y reproducido al día siguiente por la prensa. Refirió su preocupación por "ciertas acciones que desarrollan organizaciones católicas" y aludiendo a una reunión que había mantenido con autoridades eclesiásticas el 22 de octubre afirmó que ellas se había comprometido a tomar las sanciones que correspondieran contra aquellos sacerdotes que "han dejado de cumplir con su deber de argentinos y su deber de sacerdotes", lo cual era incierto porque no habían asumido compromiso alguno.
A partir de allí el conflicto va subiendo en intensidad: desde el peronismo, incluyendo detención de sacerdotes, y los periódicos controlados por el gobierno se emiten declaraciones y comentarios adversos al clero que eran respondidos con ataques desde algunos púlpitos y comenzaron a llenarse de opositores las iglesias donde se pronunciaban los sermones más críticos.
En forma paralela a estos sucesos se multiplicaba el reparto de panfletos -algunos de los cuales llegaron a publicarse en ediciones sucesivas, como Verdad que llegó a los 9 números- con críticas al gobierno, eran una vía para sortear la férrea censura gubernamental, circulaban intensamente en parroquias y colegios católicos y uno de los primeros objetivos de la distribución eran los militares. Algunas de las medidas legislativas como el divorcio, la supresión de la enseñanza religiosa en las escuelas públicas o el proyecto de separación de la Iglesia y el Estado podían verse simplemente como una política liberal que ya se aplicaba en otros países, sin embargo, al ser tomadas con apresuramiento sin debate público y en el contexto del conflicto,  era imposible dejar de interpretarlas con una intencionalidad de atacar a la Iglesia y, por extensión, a los católicos y algunos sectores católicos ya veían el objetivo de una “revolución” como la única salida del conflicto y comenzaron a tender una red de protección sobre los religiosos que aparecían en la mira del gobierno.

## Incidente del sábado 11 de junio
La Procesión de Corpus Chisti es un acto de fe pública realizado todos los años en la Plaza de Mayo. Corpus Christi' (en latín, "Cuerpo de Cristo") o Solemnidad del Cuerpo y la Sangre de Cristo, antes llamada Corpus Domini ("Cuerpo del Señor"), es una fiesta de la Iglesia católica destinada a celebrar la Eucaristía. Su principal finalidad es proclamar la fe de los católicos en la presencia real de Jesucristo en la Eucaristía. 
Como se acercaba el jueves 9 de junio en que se celebraba la fiesta de Corpus Christi, la Iglesia -sin ninguna ingenuidad- resolvió postergar la celebración para el sábado 11. Inmediatamente el gobierno informó al obispo Manuel Tato que las autorizaciones para hacer las procesiones habían sido concedidas para el día 9 y además emitió un comunicado en tal sentido. La noche del 10 militantes católicos concurrieron a las cines de cine céntricas, sacaban entradas y al prenderse las luces unos repartían volantes convocando a la procesión en tanto otros obstaculizaban a quienes pretendieran perseguirlos. Una multitud colmó la Catedral y ocupó la Plaza de Mayo adyacente. La procesión se realizó dentro del templo y al finalizar los obispos Tato y Antonio Rocca salieron al balcón de la Curia y fueron largamente ovacionados. Félix Luna observa que inicialmente el conflicto del gobierno con la Iglesia no preocupaba demasiado a los dirigentes de los principales partidos opositores: a los radicales les parecía que era una maniobra de Perón que finalizaría con una resonante reconciliación y los socialistas, lejanos políticamente tanto del gobierno como de la Iglesia, veían publicada en su periódico en diciembre de 1954 la caricatura de un obispo bailando con un militar. Perón dispuso que no actuara la policía, confiando que los propios asistentes católicos impidieran la concurrencia de antiperonistas. Lo cierto es que al acto del 11 de junio concurrieron católicos –tanto los activos como los nominales que nunca asistían a la iglesia- pero también opositores de todo el espectro ideológico. A continuación del acto, una manifestación se encaminó por la Avenida de Mayo hacia el Congreso Nacional. Desde ella hubo algunas piedras contra los diarios oficialistas La Prensa,(que había sido expropiado por Perón) Época, Democracia y El Laborista ubicados en su camino, pero que no llegaron a producir ningún daño, ni siquiera a los vidrios. La manifestación desde plaza de Mayo hasta la plaza del Congreso se hizo en un profundo silencio, solo se agitaban pañuelos blancos. Al llegar al Congreso se izó la bandera nacional en un mástil y en otro se izó la Bandera del Vaticano- No se produjeron daños a los edificios ni hubo incidentes. Se gritaba a unísono: "No venimos por decreto ni nos pagan el boleto". Es de público conocimiento la cercanía de Eva Duarte de Perón con la Iglesia católica, por tal motivo queda desmentido el hecho de que se hayan dañado placas de Evita,  quien había fallecido en 1952.
Hasta una hora después de dispersada la manifestación no se produjo ningún daño y mucho menos la quema de la Bandera Argentina. (relatado por testigos directos) El mismo día 11 el gobierno acusó a los manifestantes, además de por los daños, de haber quemado una bandera argentina y se abrió una investigación judicial. La acusación era ridícula y nadie se la creyó. obtuvo el testimonio de integrantes de la Policía Federal que imputaban del hecho a sus propios compañeros por lo cual el organismo solicitó a Perón la separación del jefe de policía y la detención del ministro del Interior Ángel Borlenghi pero al día siguiente de esa comunicación Borlenghi salió del país. Ya depuesto el gobierno el propio contraalmirante Alberto Tessaire -vicepresidente al tiempo del hecho- afirmó que la acción se había ejecutado no solo con la autorización de Perón sino bajo su inspiración y la causa judicial finalizó 8 años después condenando al exdirector de Orden Político de la Policía Federal Camilo Aníbal Racana y al excomisario de la seccional sexta Roberto Nardelli, las únicas personas que habían admitido su participación directa.

## Incidente del domingo 12 de junio

### Los enfrentamientos
El 12 de junio aproximadamente a las 16 y 30 horas, media hora antes de la misa vespertina un grupo de unas 60 personas que arrojó volantes de la Alianza Libertadora Nacionalista, un grupo de choque, una suerte de somatén contra el comunismo y la oposición totalmente huérfana de contenido ideológico y de independencia, se ubicó frente a la Catedral Metropolitana vivando a Perón e insultando a un número mucho mayor de militantes católicos que se encontraban en la escalinata convocados por la noticia que iba a ser atacado el edificio. La situación se mantuvo durante una hora y media, lapso durante el cual se celebró la misa y parte de quienes estaban en el templo salieron por una puerta lateral mientras otros católicos, respondiendo a llamados telefónicos, se sumaban a los defensores que, de pronto, fueron atacados con huevos y piedras por lo que retrocedieron y se refugiaron en el interior de la catedral. Se produjo un forcejeo e intercambio de golpes entre quienes pretendían entrar a la fuerza y los que procuraban cerrar las puertas; una vez logrado esto algunas personas comenzaron a desarmar candelabros y romper bancos para improvisar armas. Una de las personas que estaban en el templo era el doctor Tomás Casares, miembro de la Corte Suprema de Justicia, que llamó por teléfono a la policía y al Regimiento de Granaderos. Desde el exterior los manifestantes realizaron algunos disparos de armas de fuero, incendiaron un automóvil que estaba estacionado en las inmediaciones y trataron de hacer lo mismo con el edificio adyacente de la Curia, sin lograrlo. Casares intercedió con la policía para que se evitara un incendio y alrededor de las 23 horas llegó el juez de instrucción Carlos Gentile con orden de detención para todos los ocupantes varones, que se entregaron y fueron detenidos, con excepción del Dr. Casares que estaba amparado por su fuero, si bien su propio hijo fue detenido. En los días siguientes el juez tomó declaración a los detenidos, que permanecían alojados en la cárcel de Villa Devoto, y para el 15 de junio recobraron la libertad.

### Participantes en la ocupación
Hubo en la ocupación nacionalistas, democristianos y peronistas desencantados junto con creyentes sin pertenencia política. Muchos eran profesionales o estudiantes universitarios de clase media, otros llevaban apellidos patricios y algunos pocos provenían de la clase alta. La policía contó la presencia de 434 hombres, muchos de ellos menores de edad, 65 mujeres, y 17 sacerdotes en el interior de la Catedral.
Algunos de quienes se encontraban dentro de la Catedral eran Humberto Antonio Podetti; Gastón Mario Bordelois, más adelante ingeniero agrónomo y, en 1970 durante la dictadura de Juan Carlos Onganía, Secretario de Agricultura y Ganadería de la Nación; Santiago Alberto de Estrada, Oscar Giorgiutti, Isidoro Lafuente Ansó, más adelante ingeniero y profesor universitario, Augusto Rodríguez Larreta, Edgardo García Puló, capitán retirado del ejército y luego participó en la revolución de 1955, "más de setenta menores", Alberto Virgilio Tedín, católico y nacionalista de derecha había editado la revista Quincena (1953) junto con Mario Amadeo Marcelo Sánchez Sorondo, Mariano Grondona Enrique Cassagne,Ingeniero e intelectual católico, Carlos Alberto Velazco Suárez, Cosme Beccar Varela, Carlos Burundarena.

## Repercusiones
Los periódicos del día siguiente refirieron enfrentamientos entre grupos “clericales” y peronistas a golpes de puño, además de algunos disparos y destrozos en monumentos pero no hicieron mención alguna de una invasión a la Catedral. El diario católico El Pueblo, que fue el único que publicó fotografías del acto del sábado 11 fue intervenido al día siguiente y su director detenido.“Querían incendiar la catedral y atribuir el desmán al pueblo” tituló la noticia el diario oficialista Democracia del 12 de junio calificando “clericales y sus guías negros…falsos profetas de sotana y sus seguidores obsecuentes” a los presuntos autores del hecho, frustrado según el diario “por la rápida y oportuna intervención de los bomberos”.
En el Congreso Nacional hubo discursos de legisladores peronistas calificando a los opositores de conspiradores antipatrióticos internacionales –aludiendo al carácter universal de la Iglesia- y se convocaron grandes movilizaciones apoyando al gobierno y exhibiendo pancartas que decían “Perón sí, curas no”. Se anunció que en desagravio a la bandera habría el día 16 de junio vuelos de aviones militares sobre la Catedral. El 14 de junio el Poder Ejecutivo en una nota a la Corte denunció a Casares “por intentar trabar el procedimiento policial y judicial en la Cátedra. Dice Félix Luna que:

“Seguramente esos supuestos espontáneos que durante varias horas insultaron y apedrearon a los católicos no tenían otra intención que molestarlos e intimidarles; pero la versión corrió como un rayo por Buenos Aires y se extendió a todo el país: los peronistas habían estado a punto de incendiar la catedral”

El 14 de junio un decreto exoneró a Tato de sus cargos de provisor y vicario general, obispo auxiliar y canónigo dignidad y a monseñor Ramón Pablo Novoa, que había estado presente cuando el gobierno prohibió la manifestación del 11 de junio, del cargo de Canónigo diácono y el 15 de junio se los puso en un vuelo hacia Roma obligados a dejar el país a pesar de ser argentinos. En el aeropuerto se los fotografió al lado de varias valijas para dar la impresión de que su viaje era voluntario pese a que se iban con lo puesto. En forma inmediata la Santa Sede dispuso la excomunión de los responsables del hecho -sin indicar sus nombres- pero la noticia no se publicó en la prensa argentina.